# Episodi di Il commissario Köster (quarantasettesima stagione)
La quarantasettesima stagione della serie televisiva Il commissario Köster è stata trasmessa in prima visione negli Germania da ZDF dal 2023. 
In Italia è inedita. È la prima stagione con il nuovo commissario Caspar Bergmann, interpretato da Thomas Heinze, entrato dal secondo episodio.
| n. | Titolo originale          | Titolo italiano | Prima TV Germania | Prima TV Italia |
| -- | ------------------------- | --------------- | ----------------- | --------------- |
| 1  | Helden von nebenan        |                 | 10 marzo 2023     |                 |
| 2  | Der Preis den ich zahle   |                 | 17 marzo 2023     |                 |
| 3  | Abstiegsangst             |                 | 24 marzo 2023     |                 |
| 4  | Die Bedürftigen           |                 | 31 marzo 2023     |                 |
| 5  | Die letzte Chance         |                 | 7 aprile 2023     |                 |
| 6  | Der große Bruder          |                 | 14 aprile 2023    |                 |
| 7  | Nur das Beste             |                 | 21 aprile 2023    |                 |
| 8  | Rückkehr ohne Wiedersehen |                 | 28 aprile 2023    |                 |